# Vrai faux passeport
Fiction documentaire sur des occasions de porter un jugement à propos de la façon de faire des films
Pour plus de détails, voir Fiche technique et Distribution.
Vrai faux passeport, sous-titré Fiction documentaire sur des occasions de porter un jugement à propos de la façon de faire des films, est un film documentaire français réalisé par Jean-Luc Godard et sorti en 2006. Il a été présenté lors de l'exposition Voyages en utopies, Jean-Luc Godard, 1946-2006 au Centre Pompidou.
Le titre n'apparaît pas dans le film, où l'on peut lire : « Passeport pour le réel ».

## Synopsis
Ce moyen métrage se présente comme un film de « fiction documentaire » sur les méthodes cinématographiques de Godard, citant des peintures et des films du XXe siècle sur la relation étroite entre le cinéma et la télévision. Quand des extraits d'œuvres d'autres auteurs sont montrées à l'écran, les mots « VRAI » et « FAUX » ou « BONUS » et « MALUS » s'affichent en même temps. Malus à des scènes de films de Quentin Tarantino, Elia Suleiman, Paul Verhoeven, Amos Gitaï, Cecil B. DeMille… Bonus à Carl Dreyer, Jean Cocteau, Roberto Rossellini plusieurs fois, Antonin Artaud, Peter Watkins, Charlie Chaplin…

## Fiche technique
- Titre original : Vrai faux passeport. Fiction documentaire sur des occasions de porter un jugement à propos de la façon de faire des films[1]
- Réalisation, montage et scénario : Jean-Luc Godard
- Sociétés de production : Centre Georges Pompidou
- Pays de production :  France
- Langue originale : français
- Format : Noir et blanc et couleurs - 1,33:1
- Durée : 55 minutes
- Genre : Documentaire
- Date de sortie :
  - France : 24 avril 2006 (exposition au Centre Pompidou)